# M2 (mina)

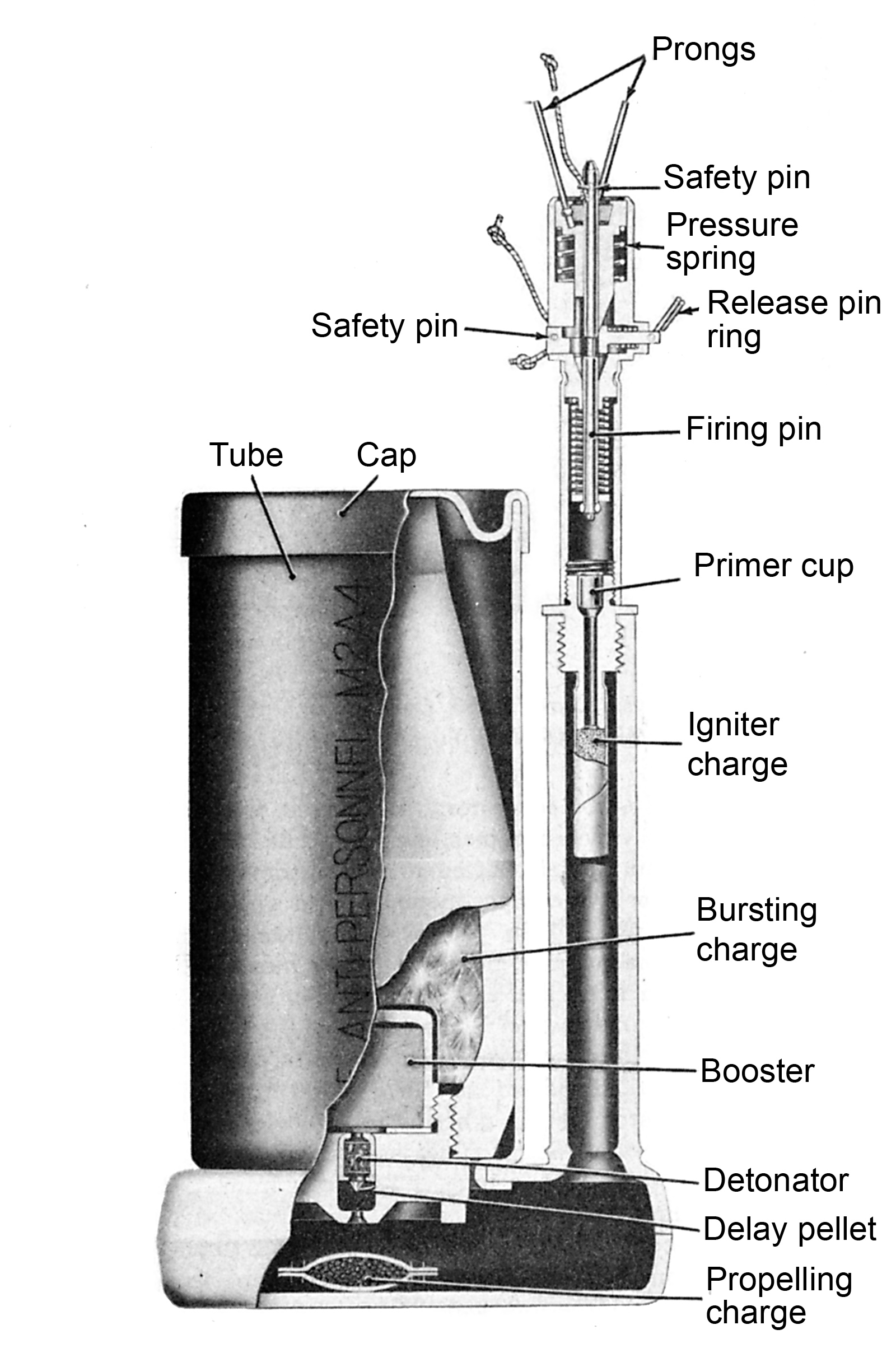
mina M2A4

A M2 é uma mina antipessoal de fabricação norte-americana utilizado durante a Segunda Guerra Mundial.
A sua fabricação pelos Estados Unidos foi abandonada logo após a Guerra, sendo substituida pela mina M16.
Uma série de variantes da mina foram produzidas, e podem ser encontradas em Chipre, Irã, Iraque, Coreia, Laos, Omã, Ruanda, Tunísia, bem como o Sara Ocidental. Cópias da mina foram produzidos pela Bélgica (como o M966 PRB), Paquistão (P7), Portugal (M/966) e em Taiwan.